# Fredrik Spinnars
Fredrik Spinnars, född 1977, är en svensk bandyspelare. Hans moderklubb är Bollnäs GoIF. Han är äldre bror till Anders Spinnars och spelar i tröja nr 14.

## Utmärkelser
- Årets pojkspelare i svensk bandy, 1994–1995